# Libération de la France
Pour les articles homonymes, voir Libération.
Seconde Guerre mondiale
Batailles
2e campagne de France
- Corse
- Limousin
- Ain et Haut-Jura
- Les Glières
- Ascq
- Division Brehmer
- Mont Mouchet
- Opérations SAS en Bretagne
- Bataille de Normandie
- Guéret
- Brigade Jesser
- Cornil
- 1er Tulle
- 2e Tulle
- Argenton-sur-Creuse
- Oradour-sur-Glane
- 1er Ussel
- Saint-Marcel
- Saffré
- Mont Gargan
- Vercors
- Penguerec
- Lioran
- Égletons
- 2e Ussel
- Débarquement de Provence
- Port-Cros
- La Ciotat
- Toulon
- Martigues
- Marseille
- Nice
- Rennes
- Saint-Malo
- Brest
- Paris
- Mont-de-Marsan
- Montélimar
- Maillé
- Écueillé
- La Saulx
- Meximieux
- Nancy
- Colonne Elster
- Dunkerque
- Arracourt
- Saint-Nazaire
- Lorient
- Metz
- Royan et de la pointe de Grave
- Campagne de Lorraine
- Colmar

Front d'Europe de l'Ouest
Front d'Europe de l'Est
Campagnes d'Afrique, du Moyen-Orient et de Méditerranée
Bataille de l'Atlantique
Guerre du Pacifique
Guerre sino-japonaise
La libération de la France, couramment appelée la Libération, est la période qui voit, à la fin de la Seconde Guerre mondiale, la reprise progressive par les forces alliées des régions de la France métropolitaine occupées depuis 1940 par les armées du Troisième Reich et de l'Italie fasciste.
Sur le plan politique, elle se traduit par la fin de l'occupation allemande, la fin du régime de Vichy et la mise en place du Gouvernement provisoire de la République française.

## Contexte historique
Le 3 septembre 1939 débute en France la Seconde Guerre mondiale. L'offensive allemande sur le front ouest (aux Pays-Bas, en Belgique, au Luxembourg, et en France) commence le 10 mai 1940 et, le 22 juin, le gouvernement français signe l'armistice avec l'Allemagne nazie. Commence à partir de son entrée en vigueur, le 25 juin, une période appelée Occupation :
- le Nord de la France est occupé par l'Armée allemande, c'est la zone occupée ;
- le Sud de la France reste libre, c'est la zone libre, où s'installe le gouvernement de Vichy dirigé par le maréchal Philippe Pétain ;
- l'Alsace et la Moselle sont annexées par l'Allemagne ;
- les départements du Nord et du Pas-de-Calais sont annexés au gouvernement allemand de Bruxelles ;
- diverses zones (côtes notamment) sont classées « zones interdites ».

Il se développe alors des mouvements de résistance intérieure et de résistance extérieure, dirigés en majeure partie par le général de Gaulle depuis Londres. L'objectif de cette Résistance est de libérer la France de l'occupation allemande avec l'aide des Alliés (principalement le Royaume-Uni et les États-Unis), ou tout au moins de harceler les troupes du Reich.
À la suite du débarquement des anglo-américains en Afrique du Nord le 8 novembre 1942, les troupes allemandes et dans une moindre part italiennes envahissent la zone libre le 11 novembre 1942. La France métropolitaine est alors entièrement occupée.

## Déroulement de la Libération

### Libération de l'Algérie en 1942
La libération de la France commence par le débarquement allié en Afrique du Nord française.

### Prélude: libération de la Corse en 1943
- La libération de la Corse est le fruit d'une campagne lancée par l'Armée française, à l'initiative du général Henri Giraud, alors coprésident du CFLN, contre l'avis défavorable du général de Gaulle qui voulait attendre une aide des Alliés. Ajaccio est la première ville française libérée le 9 septembre 1943, la campagne s'est terminée avec la libération de Bastia, le 4 octobre 1943, date également de la libération totale de la Corse, par les patriotes corses et avec l'aide des soldats italiens.

La Corse, premier département libéré de la France métropolitaine, devient très vite un point stratégique de la Méditerranée où convergent les forces alliées. L'île compte jusqu'à dix-sept pistes d'aviation, construites rapidement, où transitent B-25, P-38, P-40 ou P-47 en partance pour le continent, ce qui lui vaut le surnom de USS Corsica ou porte-avions immobile.

### 6 juin 1944: le débarquement en Normandie
Le 6 juin 1944, les troupes alliées (Royaume-Uni, États-Unis et Canada) lancent une offensive amphibie sur la région de Caen, en Normandie. Cette opération d'envergure est connue sous le nom d'opération Overlord et la date sous le nom de D-day (Jour J).
L'objectif est de réussir à percer les lignes allemandes et de pénétrer sur le territoire français. L'opération est un succès, malgré une défense acharnée, surtout dans le secteur d'Omaha Beach. Le prix de la réussite des Alliés ne fut pas négligeable : des milliers de pertes, souvent de jeunes soldats inexpérimentés qui partaient au combat pour la première fois.

### Le Limousin libre
La bataille de Tulle a lieu le 7 juin 1944. La ville est attaquée et en partie prise par les maquisards FTP et FFI de Jacques Chapou et de Louis Godefroy. Elle est cependant reprise le soir du 8 juin, à la suite de l'arrivée d'une colonne de la 2e division SS Das Reich sous les ordres du général Heinz Lammerding. Les maquisards se replient, laissant la ville aux SS qui le lendemain commettent le massacre de Tulle puis par la suite près de Limoges le massacre d'Oradour-sur-Glane, sous le commandement d'Adolf Diekmann.
Guéret est libérée par les forces de la Résistance Intérieure le 7 juin 1944. Guéret est ainsi la première préfecture libérée sur le continent. Après le retour des forces allemandes le 9 juin 1944, il n’y a pas eu de représailles. La ville devra attendre le 25 août 1944 pour être définitivement libérée,.
Le 21 août 1944, les maquisards, dirigés par le colonel Georges Guingouin, décident d'investir la ville de Limoges. Mais c'est la tactique du « Préfet du maquis » qui va totalement changer le cours des choses. 
Pour ne pas rééditer la tragédie de Tulle, où une tentative de libération avait mené à la pendaison de 99 hommes, Georges Guigouin décide d'encercler Limoges. À la tête d'une armée de 8 000 hommes, Georges Guingouin obtient la reddition allemande du général Walter Gleiniger, signée le 21 août 1944. Le général Gleiniger ne se faisait plus d'illusions, il avait approuvé la reddition du colonel Heinrich Bohmer sur Brive-la-Gaillarde le 15 août 1944.

### Le Vercors libre en juillet
L'action des maquis français libres permet de constituer une zone « libérée » dans le Vercors. Entre le 3 et le 21 juillet 1944, le verrouillage des accès au plateau du Vercors par la Résistance ayant été entrepris dès le 9 juin. Cette libération provisoire dure jusqu'à l'offensive allemande, le 21 juillet (Aktion Bettina). 
Ces faits sont partiellement relatés, selon une vision personnelle anti-résistance, par Monique Guyot, une habitante du plateau dans son journal intime dénommé Journal d'une pétainiste, écrit entre janvier 1944 et août 1945 et publié aux Presses Universitaires de Grenoble avec les annotations de l'historien Philippe Laborie,.

### Bordeaux libéré
Le 26 août 1944, un accord est trouvé entre les FFI du commandant Rougès et les Allemands du général Albin Nake (de) puis du commandant Kuhnemann, qui s'engage à ce que le port et les ponts minés ne soient pas détruits.
Les Allemands plient bagage, mais l'évacuation des troupes est émaillée d'incidents[Quoi ?] en ville et en banlieue. Le 28 août 1944, Bordeaux est libérée.
Les héros de ce jour sont Pablo Sánchez, qui va contribuer à éviter que le pont de pierre ne soit dynamité, et Henri Salmide, qui empêche la destruction du port de Bordeaux.

### La progression en France

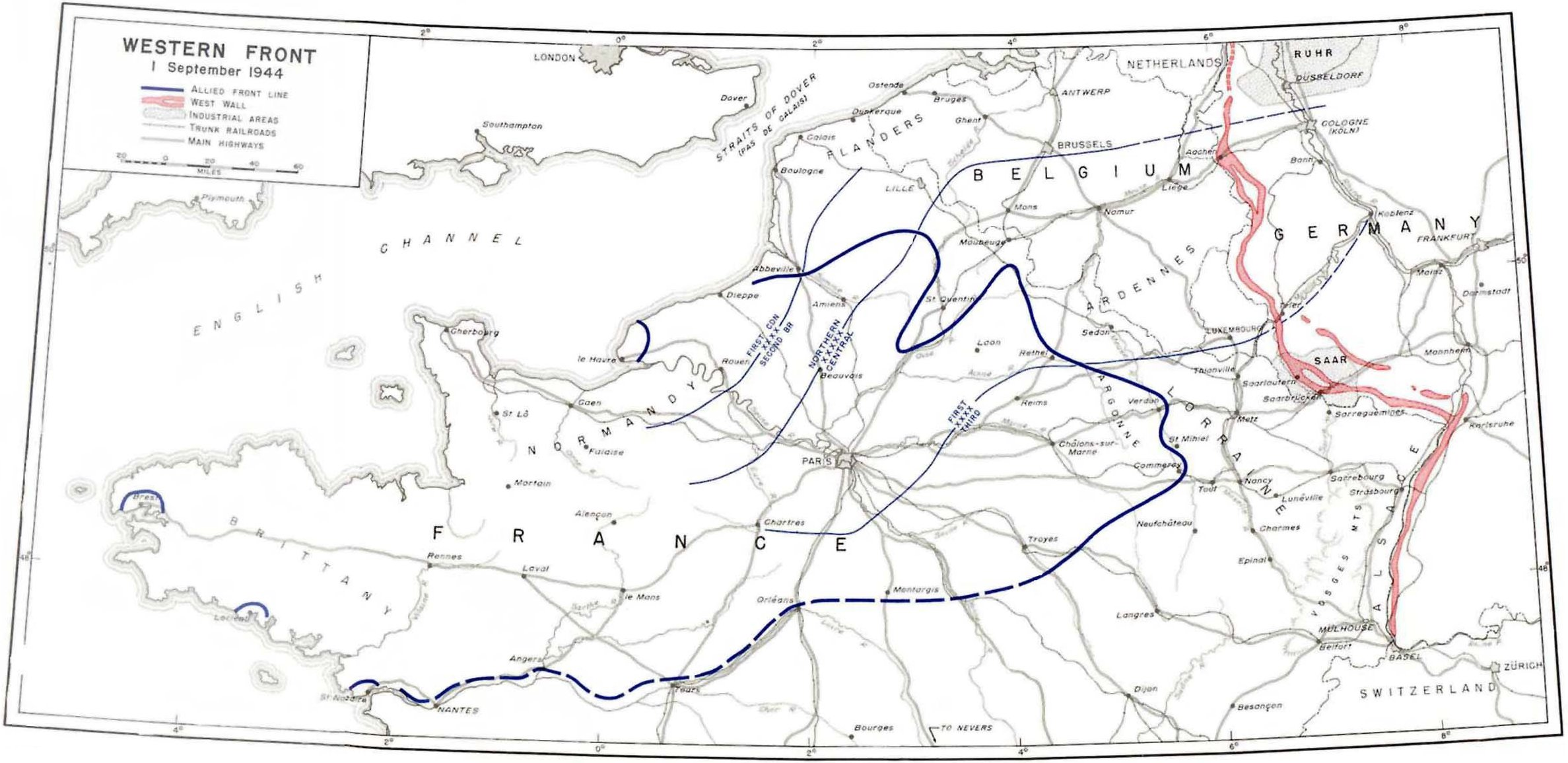
Le front occidental le 1 septembre 1944.

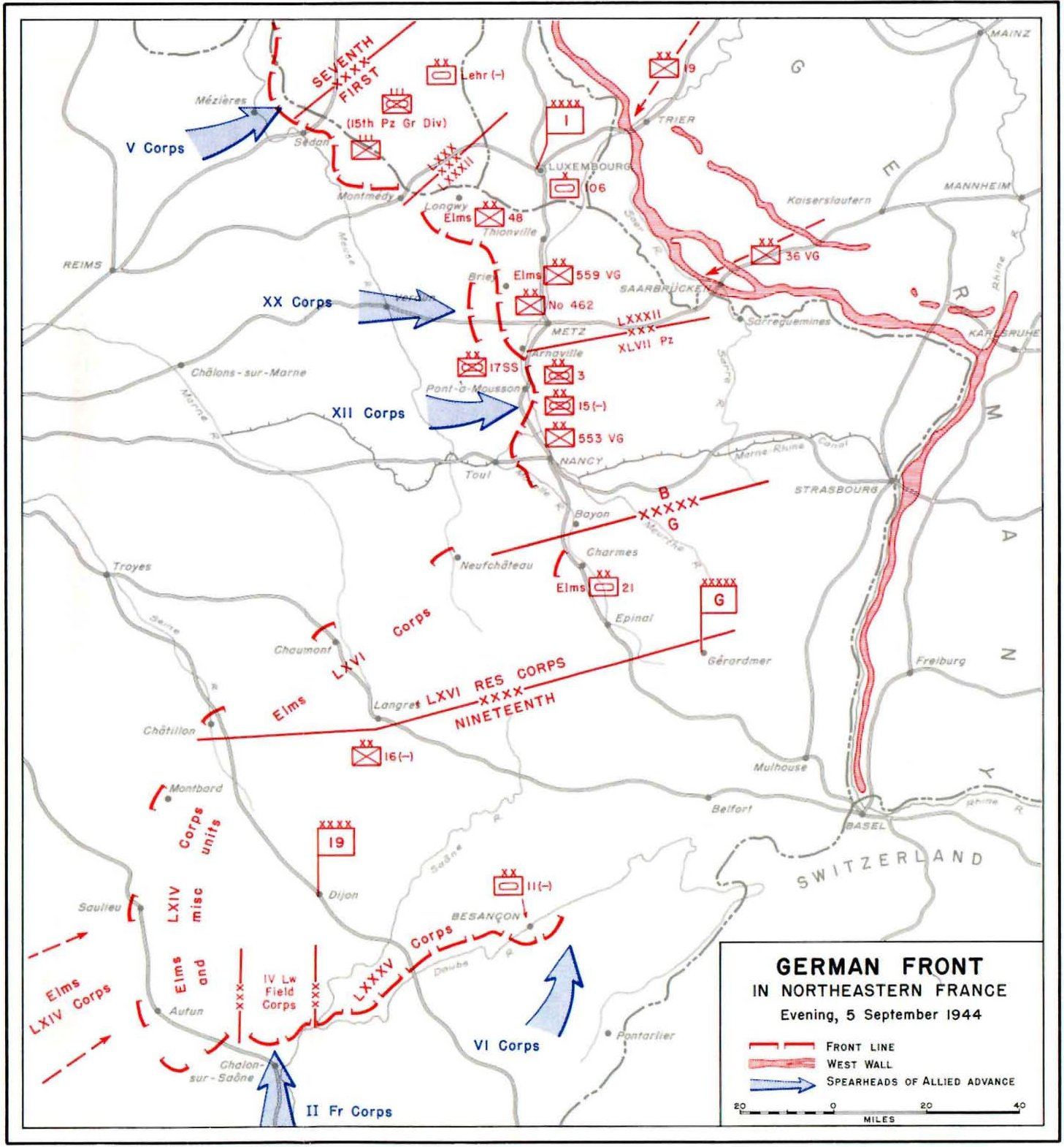
Le front dans l’Est de la France, le 5 septembre 1944.

- Libération du Sud-Ouest et du Centre de la France :

Le débarquement en Provence conduit l'Armée allemande à évacuer à partir du 19 août un large quart sud-ouest de la France à l'exception de quelques ports de la côte atlantique, et ce pour tenter d'éviter à des unités d'être coupées de leurs arrières. Le 20 août, le maréchal Pétain est transféré contre son gré par les Allemands de Vichy vers Belfort. Le reste du gouvernement suit le mouvement.
Le 12 septembre 1944, les troupes de la 1re armée du général de Lattre, venant du sud, font jonction à Nod-sur-Seine, avec celles de la 2e division blindée (12e régiment de cuirassiers) du général Leclerc, venant du nord.
Le général allemand Botho Henning Elster se rend à l'Armée américaine le 14 septembre 1944 à Beaugency.
- Libération de Paris :

Le 11 août, les cheminots de Paris entament la grève. Le 15 août, la CGT appelle à la grève générale. Plusieurs corps d'administration y répondent. La grève des agents de police apporta un soutien armé à l'insurrection. L'état-major FFI est installé en sous-sol place Denfert-Rochereau. Le 15 août, alors que les alliés sont aux portes de la capitale, la police parisienne se met en grève à l'appel d'organisations policières résistantes. Elle participera au mouvement insurrectionnel qui démarre le 19 août et aboutit à la libération de Paris le 25 août. Cet engagement tardif d'une institution coupable d'avoir montré un zèle certain à seconder les Allemands durant l'occupation facilitera sa réhabilitation et le maintien, après guerre, de la plupart des policiers à leur poste.
- La progression dans l'Est :

À la fin du mois d’août 1944, les forces allemandes réussissent momentanément à contrôler l’avance des Alliés, grâce à des positions défensives, sur l’ensemble du front occidental. Une ordonnance d’Hitler, de mars 1944, ordonne aux commandants des différentes places fortes du Reich de tenir les positions jusqu’au bout.
- Les poches de l'Ouest, libérées seulement après la capitulation allemande en mai 1945 :

## Gouvernements provisoires, AMGOT et épuration
Les États-Unis préparent dès 1943 un plan pour administrer la France à travers un gouvernement militaire de l'armée des États-Unis en France. Charles de Gaulle s'oppose toutefois à cette opération, et sa popularité dissuade les Américains de procéder à l'occupation militaire du pays.

## Capitulation allemande
Paris libéré, le conflit continue. La Belgique est libérée en août-septembre, puis une tentative de percée anglo-américaine dans les Pays-Bas (opération Market Garden) échoue. Les Allemands lancent alors une contre-offensive à la faveur de l'hiver, pour éviter la chasse alliée gênée par le mauvais temps : ce sera la bataille des Ardennes en Ardenne belge et au Grand-Duché de Luxembourg. Ils ont aussi fortifié un certain nombre de poches (Brest, Royan, Saint-Nazaire, Lorient) dans lesquelles ils résistent plusieurs mois. Le 7 mai 1945, à Reims, le général allemand Jodl signe les termes d’une reddition inconditionnelle. Le lendemain, le 8 mai, à Berlin le maréchal Keitel signe, à son tour, la capitulation sans condition de l’Allemagne nazie, la Seconde Guerre mondiale prend fin en Europe mais la lutte continue dans le Pacifique, face au Japon.